# Łazarz Rock
Łazarz (Lasar) Rock (ur. 28 lutego 1872 w Krakowie, zm. 24 czerwca 1930 tamże) – polski architekt żydowskiego pochodzenia, działający w Krakowie. 

## Życiorys
Jego rodzicami byli Josef oraz Ruchel Klenman. Uczył się na Wydziale Budowlanym Szkoły Przemysłowej w Krakowie. W 1899 uzyskał licencję mistrza murarskiego. Od 1917 prowadził przedsiębiorstwo budowlane w spółce z Joachimem Halberstamem.
Zasiadał od 1921 w krakowskiej Radzie Miejskiej, a także we władzach Izby Handlowej i Przemysłowej. Należał m.in. do Stowarzyszenia Rękodzielników Żydowskich „Szomer Umonim” i do żydowskiego charytatywnego Stowarzyszenia Nadzieja. Jego żoną była działaczka społeczna Róża Rock. Został pochowany na cmentarzu przy ul. Miodowej.

## Dzieła
Na podstawie źródła:
- 1911–1912: kamienica przy ulicy Orzeszkowej 4 w Krakowie
- 1912–1913: przebudowa domu modlitwy Kowea Itim le-Tora przy ul. Józefa 42 w Krakowie
- 1921: przebudowa domu modlitwy Reb Arons Klaus przy ul. Józefa 33 w Krakowie
- 1922–1923: przebudowa Domu Sierot Żydowskich „Beth Megadle Jesomim” przy ul. Dietla 64 w Krakowie
- 1926: niezrealizowany projekt dobudowy przedsionka do północnej elewacji synagogi Kupa w Krakowie
- 1927–1928: dom przy ulicy Zalewskiego 16 w Krakowie

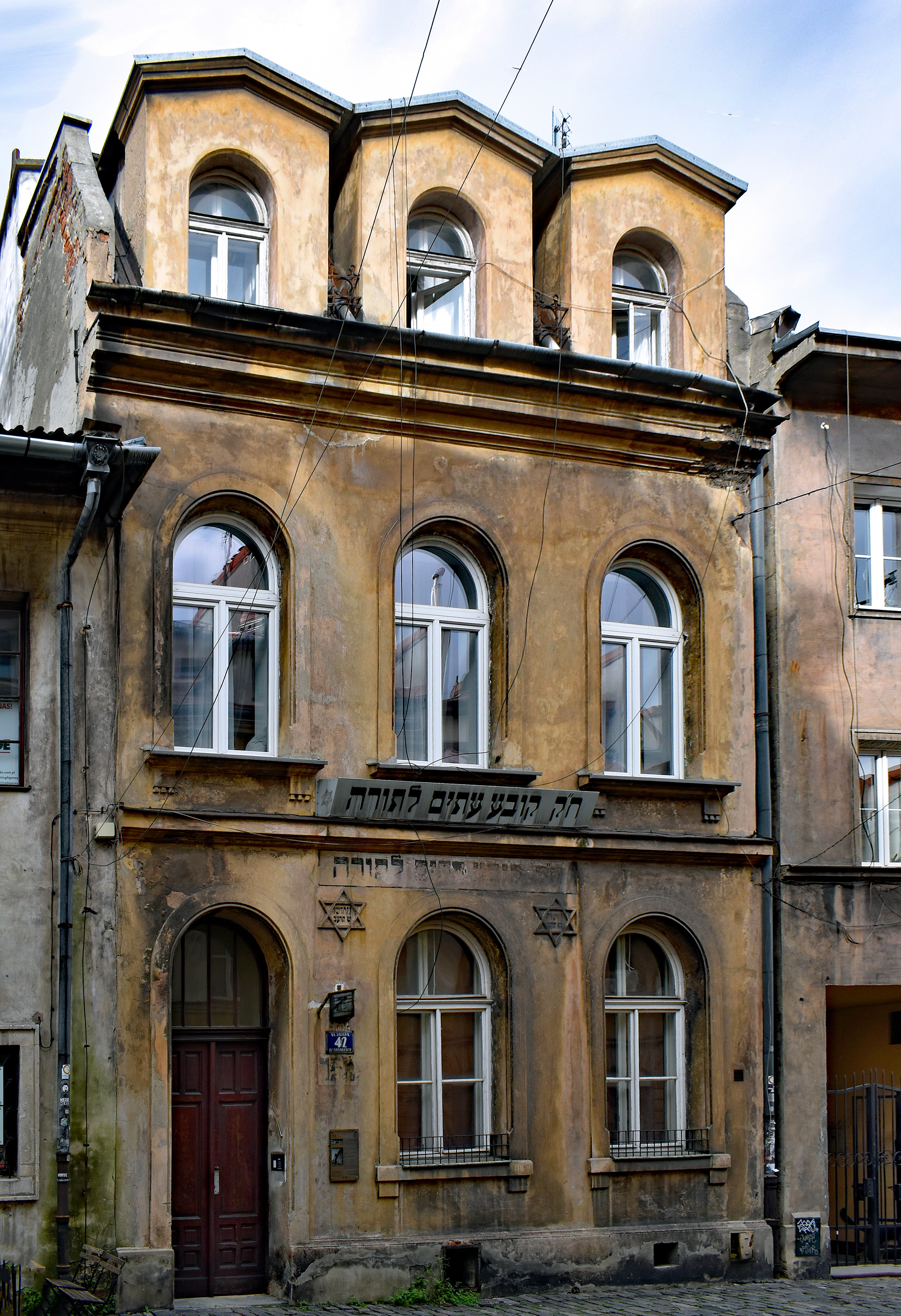
Synagoga Kowea Itim le-Tora

## Źródła
- Barbara Zbroja: Miasto umarłych: Architektura publiczna Żydowskiej Gminy Wyznaniowej w Krakowie w latach 1868-1939. Kraków: Wydawnictwo WAM, 2005. ISBN 83-7318-619-0.
- Praca zbiorowa Zabytki Architektury i budownictwa w Polsce. Kraków, Krajowy Ośrodek Badań i Dokumentacji Zabytków Warszawa 2007, ISBN 978-83-9229-8-1
- Barbara Zbroja, Leksykon architektów i budowniczych pochodzenia żydowskiego w Krakowie w latach 1868-1939, Kraków: Wysoki Zamek, 2023, ISBN 978-83-966500-2-3.